# Miere

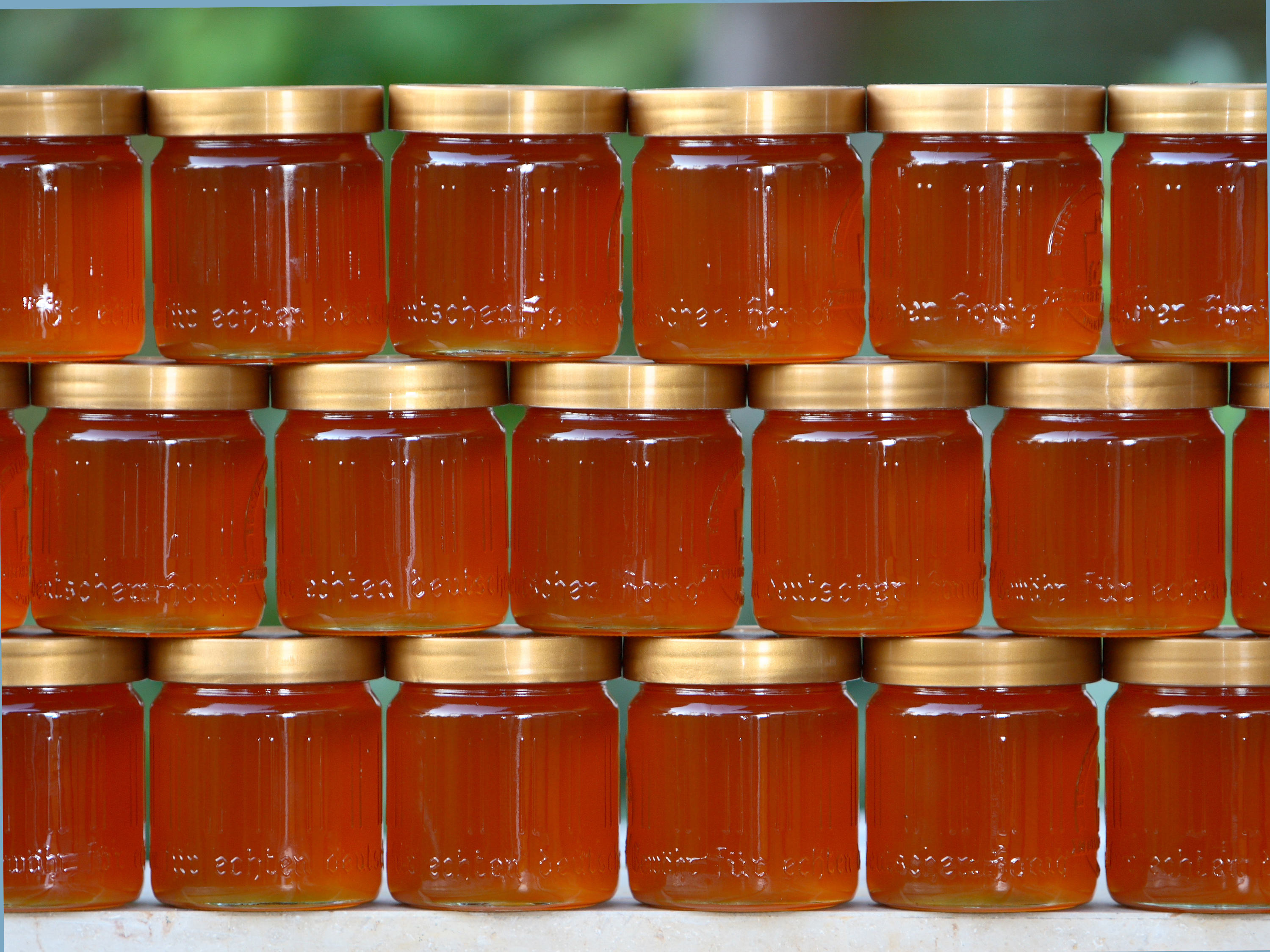
Miere

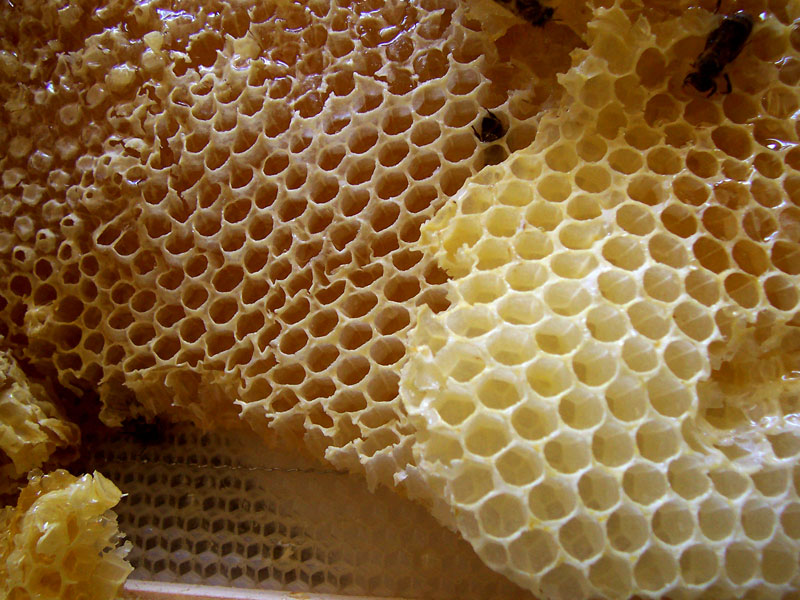
Fagure

Mierea (din latină melem; în greacă μέλισσα înseamnă „albină”) este un produs apicol obținut prin transformarea și prelucrarea nectarului de către albine și depozitat în celulele fagurilor pentru a constitui hrana populației din stup. Obținerea mierii este scopul principal al apiculturii din prezent și din trecut. Conform statisticilor, producția anuală mondială de miere în 2005 a fost de 1,4 milioane de tone.

## Istoric
Mierea de albine a fost prima substanță dulce folosită de om, fiind prețuită în special de preoți în cadrul diverselor ritualuri. Există suficiente mărturii că în civilizațiile antice mierea era folosită, printre altele, la prepararea unei băuturi alcoolice la care se adăuga polen și levuri din faguri, însă, cele mai vechi documente referitoare la miere sunt două fragmente scrise în limba sumeriană. De la egipteni au rămas mărturii privind modul de recoltare și folosire a mierii. Babilonienii și diferitele civilizații străvechi din India și China, utilizau mierea atât ca medicament cât și la ritualuri și ceremonii. În Vechiul Testament găsim scris "miere" de peste 60 ori. În Grecia antică  s-a scris mult despre producerea de miere. Hipocrate recomanda mierea pentru vindecarea unor afecțiuni (gastrointestinale, renale, respiratorii) și pentru tratamentul plăgilor. Dioscoride, autorul unei cărți în cinci volume, „De Materia Medica”, trata plăgile fistulizate folosind mierea în aplicații locale. Pliniu indica mierea în asociere cu untură de pește la tratarea rănilor infectate. Musulmanii foloseau mierea ca un leac bun pentru orice boală. Folosirea mierii în alimentație (ca hrană, băutură, conservant), în medicină, în ritualurile religioase a fost în continuă creștere până la descoperirea zahărului din trestie și sfeclă. În anul 1871 a fost descoperită invertaza, (o enzimă care grăbește conversia zahărului în glucoză și fructoză). 

## Clasificare
- După proveniență:

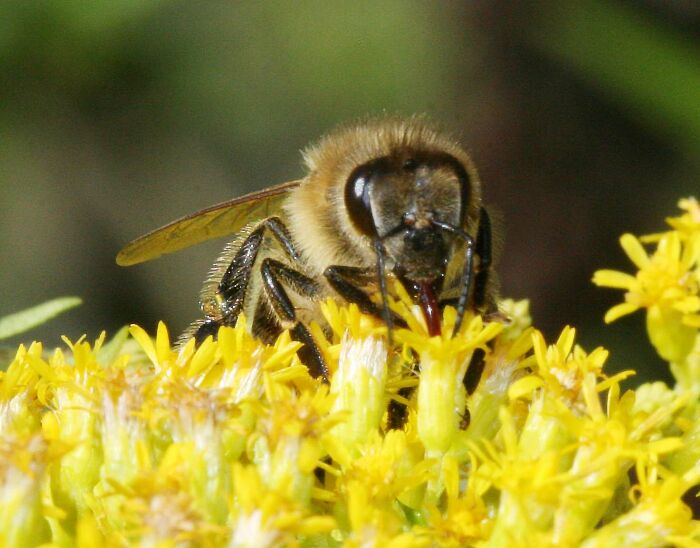
O albină pe un caliciu de Solidago.

  - - miere de flori, (florală), provenită din prelucrarea nectarului și polenului cules de albine din florile plantelor melifere,
  - - miere de mană, (extraflorală), provenită de pe alte părți ale plantei, în afară de flori; poate fi de origine animală sau vegetala.
- După speciile de plante melifere de la care albinele au adunat nectarul:
  - - miere monofloră, provenită integral, (sau în mare parte), din nectarul florilor unei singure specii: (rapiță, salcâm, tei, floarea soarelui, mentă)
  - - miere polifloră, provenită din prelucrarea unui amestec de nectar de la florile mai multor specii de plante.
- După modul de obținere:
  - - în faguri (se livrează în faguri),
  - - scursă liber din faguri ,
  - - extrasă cu ajutorul centrifugii ,
  - - obținută  prin presarea fagurilor ,
  - - topită (fagurii sunt încălziți).
- După consistență:
  - - lichidă (fluidă),
  - - cristalizată (zaharisită).
- După culoare: - incoloră, galben-deschisă, aurie, verzuie, brună sau roșcată.
- După aromă, diversele sorturi de miere, se apreciază prin miros și degustare, indicându-se denumirea speciei de plante din care provin.

La clasificare se mai poate lua în considerare și: compoziția chimică, puritatea, puterea calorifică.

## Proprietăți fizice
Mierea este un aliment cu gust dulce și parfumat, cu aspect semifluid, vâscos sau cristalizat și culoare specifică, având un conținut mare de zaharuri și substanțe minerale, vitamine, enzime, acizi organici.
Culoarea. În raport cu substanțele colorate care se găsesc în nectar și care sunt pigmenți vegetali-caroten, clorofilă, xantofilă- culoarea mierii diferă de la incolor până la neagră. La mierea de nectar predomină culoarea galbenă. Mierea strânsă la începutul primăverii are o culoare de un galben viu, până la portocaliu. Cu timpul, mierea își pierde culoarea inițială, de obicei se închide la culoare, iar în timpul cristalizării se deschide.

## Producerea mierii
Producerea mierii de către albine este un proces complex de transformare a materiei prime în miere, începând cu recoltarea și terminându-se cu căpăcirea celulelor din faguri. Albinele lucrătoare recoltează nectarul sau mana cu ajutorul aparatului bucal (trompa) și le înmagazinează un timp în gușă, unde sunt amestecate cu salivă, iar la sosire transferă conținutul zaharat albinelor  din stup, care îl prelucrează în continuare, până se obține produsul finit.

## Compoziție chimică
Există numeroși factori care influențează compoziția chimică a mierii: calitatea și compoziția materiei prime (nectar sau mană), abundența acesteia, factorii climatici, modul de exploatare a albinelor, modul de recoltare, condiționare și conservare. Mierea obținută va avea caractere specifice condițiilor în care s-a produs.
Elementele care intră în compoziția mierii pot fi împărțite în trei grupe: apă, substanțe zaharoase, substanțe nezaharoase.

### Constituenți majori
Constituenții majori ai mierii sunt apa și substanțele zaharoase, care reprezintă 99% din miere.
În mod normal, mierea recoltată, prelucrată și conservată în condiții bune are umiditatea între 17-18%. Nectarul adus în stup are un conținut mare de apă (peste 52%), dar căpăcirea se face numai după ce umiditatea este de maxim 20%, procentul de apă din miere fiind invers proporțional cu gradul de umplere al fagurilor. Umiditatea atmosferică ridicată  determină creșterea umidității din stup, cât și o umiditate ridicată a mierii, datorită proprietăților higroscopice ale acesteia.
În încăperile de depozitare umiditatea atmosferică nu trebuie să depășească 60%. Mierea cu un conținut ridicat de glucoză, (cum este cea de rapiță), va fi mai higroscopică și va avea o perioadă de conservare mai scăzută, trebuind să fie păstrată în vase etanșe și depozitată în încăperi uscate. Mierea cu un raport glucoză / fructoză subunitar, (cum este cea de salcâm sau trifoi), poate fi destinată unei consumări mai îndelungate. Mierea cristalizată este întotdeauna mai higroscopică decât cea fluidă sau lichidă. Creșterea umidității mierii peste 20% duce la scăderea calității acesteia și favorizează dezvoltarea levurilor care produc fermentarea.
Mierea poate fi considerată o soluție concentrată de zaharuri, datorită faptului că principalii componenți ai mierii sunt substanțele zaharoase:
Glucidele sunt aldehide sau cetone ale unor alcooli polivalenți și în funcție de posibilitatea lor de a se hidroliza se împart în:
- glucide nehidrolizabile, numite oze, monoze, sau monozaharide, (zaharuri simple). Ozele sunt oxialdehide sau oxicetone provenite din oxidarea unor polialcooli și sunt denumite după numărul atomilor de carbon, cele mai răspândite fiind:
  - - pentoza
  - - hexoza
  - - glucoza

- glucide hidrolizabile, (capabile de a fi descompuse sub influența acizilor sau enzimelor în zaharuri mai simple), numite ozide, care se împart în:
  - holozide, (în alcătuirea cărora intră în exclusivitate monozaharidele), fiind cele mai importante pentru studiul mierii, iar dintre acestea:
    - - zaharoză
    - - maltoză
    - - trahaloză
    - - melecitoză
    - - pentozani
    - - fructozani

  - heterozide, (în alcătuirea  cărora intră o componentă glucidică și una neglucidică (sau aglicon).

Dextrinele. În miere se mai găsesc în cantități mari și alte holozide complexe sau heterozide ca mucegaiuri, gume, etc, denumite impropriu dextrine. În mierea de mană dextrinele pot depăși 5%. Prezența dextrinelor mărește vâscozitatea mierii și îi dă un aspect cleios, neplăcut.
| Constituenți majori (aproximativ 99% din miere) | Media | România (1955) | USSR (1963) | Statele Unite (1962) | Australia (1974) | interval    |
| apă                                             | 16,5  | 17,0           | 18,6        | 17,2                 | 15,6             | 13.4 - 26.6 |
| fructoză                                        | 38,4  | 39,3           | 37,4        | 38,2                 | 43,3             | 21.7 - 53.9 |
| glucoză                                         | 34,0  | 32,9           | 35,9        | 31,3                 | 30,2             | 20.4 - 44.4 |
| sucroză                                         | 3,1   | 2,3            | 2,1         | 1,3                  | 2,5              | 0.0 - 7.6   |
| Numărul probelor                                | 1036  | 257            | 217         | 490                  | 99               | -           |

### Constituenți minori
Substanțele nezaharoase se găsesc în cantități mici în mierea de albine, aproximativ 1% din miere, și nu sunt lipsite de importanță, contribuind la specificitatea acestui apreciat produs.
Fermenții (enzimele sau diastazele),  sunt catalizatori biologici cu originea în celula vie. Din punct de vedere structural sunt compuși organici cu caracter proteic, având o componentă proteică, apoenzimă, (care îi conferă specificitatea de substrat) și o grupare chimică, coenzimă, (care determină activitatea catalitică a enzimei). Acțiunea enzimelor este reversibilă, iar această proprietate se exercită atât asupra reacțiilor de descompunere, cât și asupra celor de sinteză.
Activitatea enzimelor este influențată de mai mulți factori:
- - temperatura optimă de activitate, (enzimele sunt total distruse la 80 °C, iar la temperatură scăzută se conservă);
- - reacția mediului, (enzimele din miere au pH între 4-7, pH-ul mic favorizând activitatea invertazei, iar pH-ul mare, pe cea a amilazei);)
- - prezența electroliților poate stimula sau inhiba activitatea enzimelor;
- - influența razelor ultraviolete are, de asemenea, efect asupra activității enzimatice.

Principalii fermenți din mierea de albine sunt carbohidrazele, iar dintre acestea: 
- - invertaza și zaharaza (sucraza), acționează asupra zaharozei, scindând-o în glucoză și fructoză;
- amilaza:
  - - alfa amilaza (amilaza dextrinogenă), acționează asupra amidonului pe care îi transformă inițial în dextrine, iar în final în maltoză;
  - - beta amilaza (amilaza zaharogenă), acționează asupra amidonului pe care îi transformă direct în maltoză;

Sărurile minerale:
Substanțele minerale totale din mierea de albine variază în limite foarte largi datorită multor factori, (natura materiei prime și gradul de impurificare al acesteia, condițiile climatice, modul de extracție, prelucrare și conservare, etc).
Principalele elemente minerale din miere sunt: sodiu, potasiu, fosfor, magneziu, cupru, aluminiu, mangan, fier, clor, sulf, siliciu, cât și unele microelemente: beriliu, galiu, vanadiu, zirconiu, titan, nichel, staniu, plumb, argint.
Vitaminele:
Mierea de albine este valoroasă și prin conținutul său în vitamine, care provin în exclusivitate din polenul și nectarul plantelor.
Principalele vitamine din miere aparțin celor două grupe: 
- - hidrosolubile:
  - Vitamina B1 (tiamină), Vitamina B2 (riboflavină), Vitamina B6 (piridoxină), Vitamina PP (niacină sau B3), Vitamina H (biotină sau B7-B8), Vitamina B12 (cianocobalamină), Vitamina C (acid ascorbic), acid pantotenic (vit. B5), acid folic (vit. B9), rutină;
- - liposolubile:
  - Provitaminele A, Vitamina K.

## Utilizări
Prin calitățile sale nutritive este considerată un aliment de mare valoare în hrana oamenilor de toate vârstele, având utilizări largi în dietetică și terapeutică.
Mierea este foarte des folosită în alimentație, în bucătărie sau ca medicament, fiind foarte apreciată de medicina populară. De asemenea are importante aplicații în alimentația artificială, în alimentația pre- și postoperatorie, în pediatrie și ginecologie.

### Valoarea alimentară și dietetică
Valoarea alimentară a mierii constă în primul rând în bogăția ei în zaharuri (70-80%), din acest punct de vedere, fiind un aliment energetic prin excelență. Majoritatea zaharurilor din miere sunt zaharuri simple, (glucoză și fructoză), care nu mai necesită o prelucrare specială prin digestie, fiind direct asimilate și arse complet, până la stadiul de dioxid de carbon și apă, eliberând energie în toate etapele de descompunere prin care trec.  Un gram de zaharuri din miere eliberează ca și zahărul de sfeclă:  4,1 calorii, dar (spre deosebire de zahăr), această energie este pusă în totalitate la dispoziția organismului, astfel că mierea este un aliment ușor asimilat și digerabil. Deosebirea esențială a mierii de albine de zahărul comercial constă în conținutul său ridicat în unele substanțe nezaharoase (microelemente, enzime, acizi organici și vitamine), care își exercită efectul pozitiv atât prin acțiunea de reglare a unor funcții importante ale organismului, dar și contribuind la conferirea calităților gustative specifice ("gust de miere"). Atât aspectul, culoarea, consistența și gustul fac din miere un aliment mult apreciat, dar mai ales aroma sa specifică, datorită conținutului în uleiuri eterice (volatile), parfumul mierii fiind identic cu parfumul florilor din care provine..

### Valoarea terapeutică a mierii
Mierea de albine nu are doar calități nutritive ci, în urma studiilor, s-a demonstrat că are și o acțiune terapeutică eficientă, ce se exercită atât asupra afecțiunilor digestive, cât și în afecțiunile hepatobiliare, cardiovasculare, respiratorii, afecțiuni ale sistemului nervos, ale aparatului urinar, în bolile de nutriție și cele infecțioase, în afecțiunile sanguine și în cele cutanate.
Cu toate calitățile sale prețioase, mierea are și contraindicații pentru pacienții care suferă de obezitate, diabet zaharat, tulburări glicoregulatorii, insuficiență pancreatică exocrină și pentru pacienții gastrectomizați, cât și în anumite tulburări alergice.
Indicațiile apiterapice vor fi făcute numai de către medicul specialist, ca la orice medicament, iar tratamentele vor fi aplicate sub directa sa supraveghere, avându-se în vedere acțiunile farmaco-fiziologice generale și specifice ale produsului apiterapic, starea pacientului și evoluția bolii.

## Miere toxică
Mierea toxică, denumită popular mierea nebunilor, este produsă ca rezultat al hrănirii albinelor de pe anumite specii de plante ce secretă un nectar cu proprietăți toxice, iar mierea rezultată poate fi toxică pentru oameni (psihoactivă).
Toxina din această miere conține anumite tipuri glucoze toxice (andromedotoxină, graianotoxină, ericolină, scopolomină, hiosciamină, gelsemină). Aceste substanțe, care sunt toxice pentru om, nu au nici un efect asupra albinelor. Albinele melifere au puține gene pentru receptorii gustului comparat cu alte insecte evoluate, de mărime similară, cum ar fi cele aparținând ordinului Diptera (care include muștele și țânțarii). Din această cauză albinele au o nevoie scăzută de a depista și învăța toxinele din unele nectare florale  toxice.
Mierea toxică este, din punct de vedere chimic, foarte similară mierii florale și în general nu poate fi deosebită prin gust, aspect ori miros, însă unele soiuri au gustul amărui, provocând o senzație de arsură în gât imediat ce este înghițită. De asemenea, toxina nu poate fi degradată prin încălzire ori procesare a mierii. Pentru a se reduce concentrația în toxină, mierea toxică este amestecată cu miere netoxică, pasteurizată.

### Mierea toxică în istorie
Mierea toxică are o istorie îndelungată. Primele referințe se întâlnesc în scrierile lui Xenophon (aprox. 400 î.Hr.), care a descris efectul consumării de către soldați a mierii toxice. Incidentul a avut loc lângă Trebizonda, pe teritoriul actual al Turciei. Soldații se întorceau în Grecia, dintr-o campanie în Imperiul Persan, când au întâlnit stupi, de la care au furat mierea. Soldații au fost cuprinși de euforie, se comportau ca după consumarea unei mari cantități de alcool și au prezentat vomă.
O referință ulterioară, din anul 67 î.Hr., a indicat că mierea din acea regiune a fost folosită, de asemenea, împotriva armatei romane, în timpul generalului Pompei. Grecii au lăsat vase cu miere de-a lungul drumului ca tribut pentru armata romană care înainta. Soldații care au mâncat mierea și-au pierdut simțurile și au fost înfrânți cu ușurință de armata greacă.
Tradiția spune că revelațiile Pythiei, preoteasa templului lui Apollo din Delphi, erau stimulate prin inhalarea vaporilor ce ieșeau dintr-o crăpătură în pământ, peste care se arunca măselariță (Hyoscyamus niger), o plantă care conține substanțe halucinogene, și deasupra căreia preoteasa era suspendată.
Plinius cel Bătrân a descris mierea toxică din această regiune ca și meli moenomenon („miere nebună”) și de asemenea a menționat o miere medicinală din Creta, miraculum mellis sau „mierea minunată”. 
Vechii mayași pre-columbieni Yucatecan, produceau, în mod intenționat, miere psihoactivă din Turbin corymbosa (Rivea corymbosa), o plantă cu proprietăți inebriante, miere ce o foloseau în ritualul balché.
În Turcia, în jurul anului 1700, un soi de miere toxică era exportată în mai multe state din Europa, pentru a fi folosită la îndulcirea diferitelor băuturi, efectul fiind chiar mai puternic decât cel al alcoolului.
În S.U.A. prezența mierii toxice a fost semnalată pentru prima dată în Philadelphia în 1790, când un copil a murit pentru că a mâncat miere toxică. De asemenea sunt relatări de cazuri din timpul Războiului Civil, precum și între anii 1940 și 1960.

### Plantele toxice

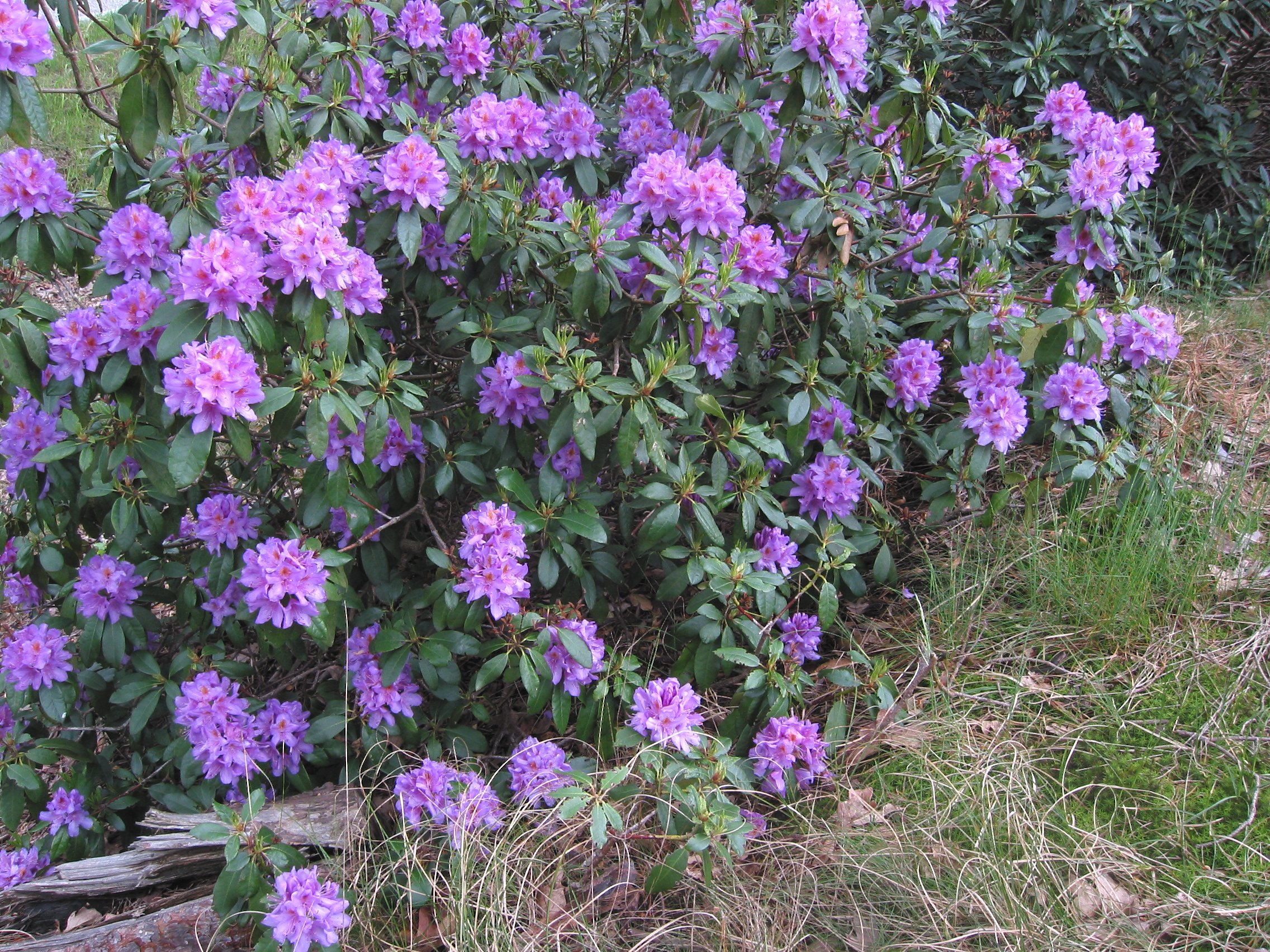
Rhododendron ponticum

Există mai multe familii de plante cu proprietăți toxice. Solanaceae este o familie de plante ce conțin toxine și cunoscute ca producătoare de miere toxică: 
- Coriaria arborea (Tutu), Melicope ternata din Noua Zeelandă
- Rhododendron ponticum, Rhododendron luteum, Rhododendron groenlandicum (azalee), Trabzon, Turcia
- Tripetalieia paniculata și Ledum palustre, Japonia
- Atropa Belladonna (mătrăgună), Fatura metel, Hyoscyamus niger (măselariță), Datura inoxia, Datura stramonium (ciumăfaie) în Europa (Ungaria, Polonia, România)
- Gelsemium sempervirens (iasomie galbenă),  Kalmia latifolia (laur de munte), S.U.A.
- Cannabis Sativa (cânepă), Turbin corymbosa, Rivea corymbosa, datura, Serjania lethalis, America de Sud
- Senecio jacobaea, Juncus effusus (rugina)[5]

### Simptome de otrăvire
Consumată în exces, mierea toxică poate provoca scăderea tensiunii arteriale, greață, amețeală, leșin, tulburări de vedere etc.

Efectele sunt similare unui drog, durează chiar și câteva ore și pot include de asemenea paralizie a membrelor și a gurii, salivare abundentă, transpirație, vomă, pierderea echilibrului, excitabilitate ridicată, slăbiciune musculară, halucinații, convulsii violente și chiar deces.
Cu toate acestea, mierea toxică este folosită și ca tratament pentru hipertensiune arterială, bolile de stomac, diabet, dar și pentru a spori performanțele sexuale, fiind bine cunoscut efectul ei afrodiziac.
|  | Vedeți: Indicații! |